# Aparatermes
Aparatermes es un género de termitas isópteras perteneciente a la familia Termitidae que tiene las siguientes especies:
1. Aparatermes abbreviatus
2. Aparatermes cingulatus